# Ficimia olivacea
Ficimia olivacea är en ormart som beskrevs av den brittiske zoologen John Edward Gray 1849. Ficimia olivacea ingår i släktet Ficimia, och familjen snokar. Inga underarter finns listade.

## Utbredning
Ficimia olivacea finns i Mexico. Det har också funnits i Guatemala, men har förmodligen blivit utrotad. 